# فرانتیشک چاپک
فرانتیشک چاپک (انگلیسی: František Čapek; ۲۴ اکتبر ۱۹۱۴ – ۳۱ ژانویهٔ ۲۰۰۸) قایقران کانو اهل چکسلواکی بود.